# Сибмост
ПАО «Сибмост» (Акционерное общество «Сибмост», индекс на РТС: SIBM
) —  бывшая российская мостостроительная компания, основанная в марте 1992 года на базе АОЗТ «Мостострой-2». Штаб-квартира расположена в Новосибирске. Является одной из ведущих строительных компаний России в области сооружения мостов и путепроводов.

## История

### Советская эпоха

#### Мостовосстановительное управление «Мостострой-2»
Датой образования считается август 1945 года, когда в Днепропетровске было создано мостовосстановительное управление по Нижне-Днепровскому бассейну. В 1953 году управление передаётся в состав Сибирского бассейна и переводится в город Новосибирск.
В период с 1951 год по 1955 год управлением был построен и введён в эксплуатацию Октябрьский мост в Новосибирске.

#### Мостостроительный трест № 2 «Мостострой-2»
В сентябре 1962 года мостовосстановительное управление преобразовывается в Мостостроительный трест.
В состав треста вошли:
- Буготакский завод мостовых железобетонных конструкций, с. Буготак, Тогучинский район.
- Мостостроительные отряды из Красноярска, Новосибирска, Новокузнецка, Омска и Томска.
- Управления механизации и производственно-технологической комплектации.

Также в состав предприятия был включён отряд из Кемерово.

### Современная история

#### «Сибмост»
В сентябре 1991 года трест преобразовывается в одноимённое акционерное общество закрытого типа, а в марте следующего, 1992 года, меняет название на «Сибмост». В 1993 году компания преобразуется в открытое акционерное общество.
В апреле 2010 года компания заключила со страховой группой РОСНО ряд крупных контрактов на общую сумму 6,3 млрд рублей. Сибирская дирекция страховой компании обеспечила страхование СМР и обеспечило сотрудников АО «Сибмост» полисами ДМС и ОСАГО.

## Собственники
- В советскую эпоху, до преобразования в трест в сентябре 1962 года, управление подчинялось МПС СССР. В дальнейшем, вплоть до сентября 1991 года — Министерству Транспортного Строительства СССР[4].
- По данным на конец 2004 года, основными собственниками компании являлись: Альберт Кошкин и Владислав Кошкин — 19,79 % и 0,33 %, новосибирские компании «Русинпром-Инвест» — 13,21 % и «Стройтраст» — 13,29 %[7].
- В 2006 году московское проектно-строительное-объединение «Система-Галс», входящее в АФК «Система», выкупило 25,001 % акций АО «Сибмост»[8].
- По состоянию на 2008 год, основными владельцами компании являлись[9]:

1. Президент Альберт Кошкин и генеральный директор Владислав Кошкин — 62,5 % и 7,54 % соответственно.
2. ЗАО "Проектно-строительное объединение «Система-ГАЛС» — 25 %.

- По состоянию на февраль 2010 года, доля президента компании составляла 67,46 % акций[10].

## Руководство
- С сентября 2019 года исполняющим обязанности Президента АО "Сибмост" является Титов Сергей Михайлович. С мая 2013 г. по март 2017 г. возглавлял Министерство транспорта Новосибирской области. 10 марта 2017 года избран Президентом Акционерного Общества «Сибмост». В феврале 2018 года избран Председателем Совета директоров АО «Сибмост».
- Президент — Альберт Кошкин. Руководил компанией с 1993 года[11] по 2017 г.

Кошкин Альберт Александрович (29.02.1940 г.р.) является основателем мостостроительной компании АО «Сибмост».  Вплоть до февраля 2017 г. также являлся президентом АО «Сибмост»  и покинул эту должность, когда компания начала испытывать серьезные финансовые затруднения. 
Решением Арбитражного суда Новосибирской области от 03.05.2018 по делу № А45-15483/2017 Кошкин Альберт Александрович был признан банкротом, в отношении него введена процедура реализации имущества. Задолженность Кошкина Альберта Александровича перед кредиторами составляет более 4,9 миллиардов рублей.
Известно, что незадолго до введения процедуры банкротства, Кошкин Альберт Александрович переписал все движимое и недвижимое имущество, а также доли в уставных капиталах различных компаний на бывшую супругу Кошкину Лидию, оставив себе только акции АО «Сибмост» стоимостью менее 1 рубля.
Позднее акции АО «Сибмост» были реализованы структуре, подконтрольной Сбербанку и АФК «Система», по цене 92 копейки.  В настоящее время в отношении АО «Сибмост» введена процедура банкротства, исполнение гос.контрактов компании находится под угрозой срыва.
Кошкин Альберт Александрович имеет сына Кошкина Владислава Альбертовича, который является депутатом Законодательного собрания Новосибирской области и до недавнего времени также занимал высокий пост в АО «Сибмост».  В настоящее время Кошкин Владислав Альбертович также был признан несостоятельным (банкротом), размер непогашенных требований перед кредиторами составляет более 6,6 миллиардов рублей.

## Структура

### Транспортное строительство
- Мостостроительные отряды: в Абакане (№ 91), Барнауле (№ 96), Новосибирске (№ 38), Томске (№ 101), Кемеровской области (№ 85), в Красноярском крае (№ 7). Имеются представительства в Москве и на Дальнем Востоке — в Хабаровске. В советскую эпоху в состав предприятия входил также омский мостоотряд.

#### Мостоотряд № 7
История Мостоотряда-7 Красноярского филиала АО «Сибмост» началась в 1941 году, когда для восстановления разрушенных войной мостов был сформирован Мостостроительный поезд-53. За годы работы красноярскими мостостроителями были построены крупнейшие мосты через реки Обь, Енисей, Ангара. Мостоотряд работал по всей Сибири, на Байкале, в Бурятии, строил железнодорожные мосты и путепроводы Транссибирской железнодорожной магистрали.
Гордостью Мостоотряда-7 являются мосты, вошедшие в сборник ЮНЕСКО «Мостостроение мира». Это мост через реку Старый Днепр (железобетонный арочный пролет длиной 228 метров); Коммунальный мост через реку Енисей в Красноярске - с уникальной технологией монтажа железобетонных полуарок весом 1560 тонн; Октябрьский мост через Енисей; самый северный мост в мире – совмещенный мост через реку Норильская.
В настоящий момент почти все строительные объекты Мостоотряда-7 находятся за пределами Красноярского края. Мостовики возводят мост через реку Баргузин в Республике Бурятия, участвуют в строительстве моста через Амурский залив в Приморском крае, строят мост через реку Тамма на железнодорожной линии Беркакит-Томмот-Якутск в Республике Саха (Якутия).

#### Мостоотряд № 38
В 1978 году Новосибирский филиал треста осуществил ввод в эксплуатацию Димитровского моста, а в декабре 1985 года — метромоста.
В 2007 году был введён в эксплуатацию мост через шлюз на дамбе Новосибирской ГЭС. «Сибмост» выступал генеральным подрядчиком строительства.
В период с мая 2007 года по октябрь 2009 года компания осуществляла работы по возведению четырёхполосной эстакады в г. Новосибирск, а также двухуровневой развязки на разъезде Иня.
В настоящее время филиал занят на строительстве Бугринского моста. С марта 2011 года компания ведёт онлайн-трансляцию строительства этого мостового перехода.

#### Мостоотряд № 85
Создан 3 сентября 1943 года в качестве восстановительного поезда № 442 в городе Орске. В годы войны вёл восстановительные работы на мостах реки Дон. В 1947 году преобразован в Мостопоезд 450, а в марте 1956 года перебазирован в Кузбасс — для сооружения местной транспортной инфраструктуры. В 1978 году получает современное название. Располагается в Центральном районе города Новокузнецка Кемеровской области, имеет подъездные железнодорожные пути с промплощадки бывшего НКМК. Интересной особенность: чтобы выйти на магистральные пути ОАО РЖД необходимо пройти сразу два ППЖТ: ОАО Железнодорожник, УЖДТ ЗСМК. Куст путей уходящих на территорию мостоотряда пересекает Ильинское шоссе - дорога соединяющая центр города с Новоильинским районом населением более 200 тысяч человек. В 2008 году постоянно поступали жалобы на проведение маневровых работ на переезде в часы пик, после чего управление транспорта и связи запретило маневровые работы с 7 до 9 и с 17 до 19 часов, что в принципе является очень редким случаем влияния городских властей на руководство подъездного пути.

#### Мостоотряд № 91
Предприятие образовано в декабре 1941 года, для восстановления мостов во время Великой Отечественной войны. Мостовики внесли огромный вклад в Победу, в том числе, возведя за 153 дня мост через Керченский пролив в 1944 году.
Мостоотряд участвовал в освоении целинных земель в Казахстане, строил мосты в КНР, возводил мосты через реки Абакан, Енисей, Минусинскую протоку.

#### Мостоотряд № 96
13 декабря 1979 года выходит приказ № 134-ор Минтранстроя СССР. На основании этого приказа в Барнауле создан Мостоотряд-96 (МО-96). Первый проект Мостоотряда — железнодорожный мост через Обь у Барнаула реализован уже в 1987 году. В дальнейшем, силами мостоотряда был построен и введён в эксплуатацию новый автомобильный мостовой переход через Обь.
В настоящее время мостоотряд завершает сооружение мостового перехода через реку Катунь. Мост длиной 964,72 м располагается в районе села Ая.

#### Мостоотряд № 101
Создан в 1943 году на Северном Кавказе — в качестве восстановительного поезда № 804. Занимался восстановлением разрушенных мостов и железных дорог Краснодарского и Ставропольского краёв, а также возведением новых объектов инфраструктуры. В 1961 году перебазирован в Асино. 28 апреля 1969 года он переводится в Томск. В 1978 году преобразовывается в Мостоотряд № 101.
Силами мостоотряда в Томской области были возведены мосты через Томь (1973, 1999), Обь (1984) и Чулым.
В январе 2008 года томский филиал выиграл конкурс по строительству двухуровневой Пушкинской развязки. Возведение транспортного узла началось летом 2008 года, однако в разгар кризиса в январе 2009 года строительные работы были вначале остановлены, а затем строительство было вовсе отменено. Возведённые конструкции были демонтированы.
В 2010 гоу состоялся новый конкурс. Победителем вновь стал филиал компании «Сибмост». Согласно новому проекту, строительство должно развязки планировалось возобновить в январе 2011 года и закончить в декабре 2014 года. Однако,  городские и областные чиновники сразу поставили перед мостостроителями задачу построить развязку ранее этого срока, что и было исполнено. В результате,  официально стартовав 25 мая 2011 года, строительство объекта завершилось следующей осенью. Движение в по новой развязке в во всех направлениях было впервые запущено 22 сентября 2012 года,  а 20 октября того же года Пушкинская развязка официально сдана в эксплуатацию..

### Дорожное строительство

#### ООО «Дорстроймост»
Был основан в 2007 году на базе мех. колонны из п. Раздольное. В настоящее время штат насчитывает около 600 человек. Занималась реконструкцией аэропортов Горно-Алтайска и Абакана, строительством северного обхода г. Новосибирска, реконструкцией федеральной автодороги М-52 и строительством искусственного озера на "Алтайской Долине"

#### ГК «Фэцит»
С декабря 2012 года компании «Сибмост» принадлежит 51 % акций крупной ГК «Фэцит», занимающейся дорожным строительством. Последняя строила такие объекты как Северный обход вокруг Новосибирска, принимала участие в возведении Южной площади в Новосибирске (около автовокзала), а также на других объектах.

### Прочие активы

#### ОАО "Аэропорт «Горно-Алтайск»
17 ноября 2010 года компания приобрела 100 % акций ОАО "Аэропорт «Горно-Алтайск».

## Деятельность

### Показатели деятельности
- За 9 месяцев 2005 года, выручка АО «Сибмост» составила 1,8 млрд руб., а чистая прибыль — 15,1 млн руб[3].
- По итогам 2008 года, выручка компании составила 6,2 млрд руб, а чистая прибыль — 8 млн руб[9].
- В 2009 году, выручка составила 4,55 млрд рублей, а чистая прибыль — 68,6 млн рублей[1].
- В ноябре 2009 года, Сибирским банком Сбербанка России был выдан краткосрочный кредит компании — на 300 млн рублей. Срок кредита — до 90 дней. Цель — обеспечение заявок на участие в конкурсах по проектам на Дальнем Востоке и в Сибири[31].
- В феврале 2010 года, АО «Сибмост» получило кредит от Транскредитбанк. В качестве залога банк получил 25,001 % акций из доли президента, составлявшей на тот момент 92,461 %. Кредит предоставлен в период до ноября 2011 года, однако компания планирует погасить задолженность досрочно[10].

### Сотрудничество
В сезоне Чемпионата России по футболу 2010 года, компания выступала титульным спонсором футбольного клуба «Сибирь». Также компания выступает спонсором ФК «Сибирь-2» и ФК «Сибирь-ЛФК».

## Проблемы
- В 2007 году в Новосибирске для нового торгового центра, компании IKEA пришлось построить двухуровневую транспортную развязку, включавшую двусторонний шестиполосный мост. В качестве генерального подрядчика мэрией Новосибирска был рекомендован АО «Сибмост». По заявлению представителей ТЦ, компания «Сибмост» не уложилась в заявленные сроки, сдав развязку с опозданием на два с половиной месяца — лишь в августе 2008 года[33]. Однако, представители компании «Сибмост», заявили:

Согласно договору был установлен срок в 7 месяцев — со дня предоставления фронта работ на объекте.. Возможность начать работы по строительству путепровода была предоставлена только 12 февраля 2008 года, что было подтверждено актом приемки площадки… Таким образом срок сдачи — 12 сентября 2008 года, а движение было открыто 26 июля 2008 года
- 17 ноября 2010 года по результатам рассмотрения административного дела «Сибмост» был оштрафован на 30 тысяч рублей. Административное наказание было назначено за проведение работ без согласования с Министерством культуры Республики Алтай. Компания осуществляла работы по строительству примыкающей дороги на 651км Чуйского тракта. По информации научного центра «Наследие Сибири», на данном участке располагается 21 неисследованный древний могильник[35].

## Награды
- 2000 год — золотая медаль Ассоциации содействия промышленности Франции[36].
- 2002 год — приз Европы «За качество», учреждённым Международным клубом лидеров торговли[36]
- 2006 год — премия «Российский национальный Олимп» — в номинации «Строительство, транспорт»[37].